# Balanophora involucrata
Balanophora involucrata là một loài thực vật có hoa trong họ Balanophoraceae. Loài này được Hook.f. & Thomson mô tả khoa học đầu tiên năm 1859.